# Дієго Трістан
Дієго Трістан (ісп. Diego Tristán, нар. 5 січня 1976, Ла-Альгаба) — іспанський футболіст, що грав на позиції нападника. Відомий, зокрема, виступами за клуб «Депортіво», а також національну збірну Іспанії.

## Клубна кар'єра
Народившись в провінції Севілья, Дієго Трістан пройшов через усі вікові рівні місцевого «Реала Бетіс», після чого вирушив у другу команду «Мальорки». Після сезону, проведеного в Сегунді, 12 вересня 1999 року він дебютував у Прімері уже з першою командою «Мальорки» в матчі проти «Нумансії». Свій перший сезон у вищому дивізіоні Дієго завершив з 18 голами у активі.
Своєю грою за «Мальорку» Трістан привернув увагу представників мадридського «Реала», проте його перехід до королівського клубу влітку 2000-го зірвався після того, як Лоренцо Санс покинув пост тренера «вершкових». У підсумку Дієго перейшов до галісійського клубу «Депортіво» з Ла-Коруньї, утворивши атакувальний тандем з Роєм Макаєм. Проте більшість часу Депортіво грав за схемою 4-5-1, і він залишався в запасі, поступаючись місцем Макаю. Через це Трістан намагався покинути клуб, але в наступному сезоні під керівництвом Хав'єра Ірурети він став основним нападником, забивши 21 гол. До цього він додав 6 голів у Лізі чемпіонів та 5 в Кубку Іспанії. Згодом, в матчі за збірну Дієго отримав травму щиколотки, що дозволило Макаю знову повернутись в основу і, навіть, здобути Золотий бутс. Однак , навіть виходячи на заміну Дієго забив 19 м'ячів у сезоні. Навіть після того, як Макай перейшов до «Баварії» в червні 2003-го, Трістан не зміг повернути собі колишню форму та впевненість. В сезоні 2003-04 він зіграв всього 10 повних матчів і 20 разів був замінений. Його 18 разів випускали на заміну, що дало йому змогу пропустити лише 8 матчів з 56 в сезоні. При цьому за сезон Трістану вдалося лише 13 разів вразити ворота суперників (8 в чемпіонаті, 2 в Кубку країни та 3 в Лізі Чемпіонів), включаючи один гол у поразці 3-8 проти «Монако» 5 листопада 2003 року. Загалом за 4 сезони Дієго забив 87 голів за «Депортіво» і покинув команду 1 вересня 2006 року разом з товаришем по команді Ліонелем Скалоні.
Після проходження переглядів у різних клубах в Іспанії та за її межами, включаючи «Болтон Вондерерз», Дієго Трістан вирішив повернутися до «Мальорки» після 6-річної перерви, але 31 січня 2007 року був вимушений покинути команду через погану фізичну форму та відсутність голів.
В червні 2007 року Трістан підписав однорічний контракт з італійським клубом «Ліворно», який шукав заміну форварду Крістіано Лукареллі, що перейшов до донецького «Шахтаря», але йому не вдалося закріпитися в команді з Тоскани, що за підсумками сезону вилетіла у Серію B.
28 вересня 2008 року стало відомо, що Дієго Трістан переходить у прем'єрлігівський «Вест Гем». 14 жовтня він підписав контракт, а дебютував за команду 8 грудня у матчі проти «Тоттенгем Готспур» (0-2), вийшовши на заміну в кінці матчу. Перший гол за клуб він забив 28 грудня, коли його команда перемогла «Сток Сіті» з рахунком 2-1, також почавши матч на лаві запасних.
Завершив професійну ігрову кар'єру Дієго Трістан у клубі «Кадіс», за команду якого виступав протягом 2009—2010 років.

## Виступи за збірну
Протягом 2001–2003 викликався до лав національної збірної Іспанії, за яку провів 4 голи у 15 матчах. Учасник чемпіонату світу 2002 року.

## Титули і досягнення
- Кубок Іспанії
  - Володар (1): 2001–02
- Суперкубок Іспанії
  - Володар (2): 2000, 2002